# Bundesverband der Veterinärmedizinstudierenden in Deutschland
Der Bundesverband der Veterinärmedizinstudierenden in Deutschland e. V. (bvvd) ist der Dachverband der durch die föderal geregelten Hochschulgesetze lokal installierten Studierendenvertretungen aller fünf veterinärmedizinischen Bildungsstätten in Deutschland. Er ermittelt und vertritt die gemeinsame Meinung der Veterinärmedizinstudierenden in Deutschland mit einer Stimme.
Die ehrenamtliche Arbeit des Vereins ist als gemeinnützig anerkannt. Das Ziel ist die Unterstützung der Belange der Veterinärmedizinstudierenden, die Vernetzung zwischen ihnen und die proaktive Mitgestaltung des Berufsstandes, sowie dessen Repräsentation in der öffentlichen Wahrnehmung.

## Geschichte
Der Verband gründete sich 2010 in München, ausgehend aus einer 2009 stattgefundenen losen Zusammenkunft der lokalen veterinärmedizinischen Studierendenvertretungen, der Deutschsprachigen Fachschaftenkonferenz Veterinärmedizin (DFKV), in der der Wunsch nach einer gebündelten Stimme für die Studierenden laut wurde. Zeitgleich sollten mit der Gründung des bvvd die Bedingungen für eine nationale Vertretung Deutschlands in der International Veterinary Students Organization (IVSA) geschaffen werden. Diese Rolle erfüllte der Verband bis sich Ende 2020 die IVSA Germany als eigenständiger Verein aus dem bvvd herauslöste um der wachsenden studentischen Aktivität im internationalen Austausch gerecht zu werden.
Bereits im Folgejahr der Verbandsgründung wurde der Beobachterstatus bei der Bundestierärztekammer erteilt (BTK). Der Verband arbeitet seither aktiv mit den verschiedenen standespolitischen Vertretungen in der Tiermedizin, wie dem bpt, dem BaT und dem VUK zusammen und kooperiert mit ihnen im Sinne der Studierenden.
Auf Antrag des bvvd wurde beim Deutschen Tierärztetag 2015 in Bamberg mit Unterstützung der BTK ein Arbeitskreis geschaffen, welcher Verbesserungen der teils prekären Promotionsrahmenbedingungen erarbeiten sollte. Die von diesem Arbeitskreis aus Promovierendenvertretungen, der BTK, dem bvvd und Vertretern der Hochschulen erarbeitete Musterpromotionsvereinbarung beeinflusste die verwendeten Vereinbarungen an den Veterinärmedizinischen Fakultäten maßgeblich.
2016 war der bvvd Gründungsmitglied des Interprofessionellen Studierendenrates im Gesundheitswesen (InSiG), in dem ein regelmäßiger Austausch zwischen den Studierendenvertretungen der dem Gesundheitswesen zugeordneten Studiengänge, wie beispielsweise der bvmd, stattfindet.
Seit 2017 stehen renommierte Persönlichkeiten aus dem veterinärmedizinischen Spektrum dem Verband als Ansprechpartner in einem Beirat zur Seite.
Der bvvd ist Herausgeber der Fachliteratur „FAQ - Berufseinstieg Kleintierpraxis: Die 100 häufigsten Fragen - von Experten beantwortet“. Mit diesem Sammelwerk, der Verknüpfung von Studierenden und Praktikern, sowie mit der Veröffentlichung von Leitfäden unterstützt der Verband den Berufseinstieg der Veterinärmedizinstudierenden in Zeiten des Tierarztmangels.
Während des Studiums ermöglicht der bvvd den Austausch zwischen den Studierenden, die Unterstützung der lokalen Fachschaftsarbeit und schafft Bewusstsein für die Sorgen der Studierenden.

## Struktur
Die lokalen Studierendenvertretungen versenden gewählte Repräsentanten in den Bundesvorstand. Diesem steht ein Präsidium vor, welches von der Geschäftsführung in der Außenrepräsenation und in der Buchhaltung unterstützt wird. Die Studierendenvertretungen deutschsprachiger veterinärmedizinischer Ausbildungsstätten im Ausland, wie Bern, Zürich, Wien aber auch Studierendengruppen aus Budapest, können als beobachtende Mitglieder an der Verbandsarbeit teilnehmen. Das höchste Gremium des Verbandes ist das Plenum der Mitgliederversammlungen, die im halbjährlichen Turnus stattfinden und das allen Veterinärmedizinstudierenden in Deutschland offen steht. Dem Plenum ist der Bundesvorstand rechenschaftspflichtig. Das Plenum wählt die Bundeskoordinatoren der ständigen Arbeitsgruppen des Verbandes, welche mit der Betreuung spezifischer Resorts beauftragt sind und zusammen mit dem Bundesvorstand den erweiterten Vorstand des bvvd bilden.
- AG Presse und Öffentlichkeitsarbeit
- AG Online
- AG Diversität
- AG Studentische Hilfskräfte & Promovierende
- AG Tierschutz
- AG Hochschulpolitik
- AG Interprofessionalität
- AG Interne Koordination
- AG Verbandsblatt
- AG Mental Health[20]

Die Arbeitsgruppen können Arbeitstreffen zu ihren spezifischen Themen veranstalten, die allen interessierten Studierenden offen stehen.
Gemeinsam erarbeiten die Mandatsträger Positionspapiere, Umfragen, Stellungnahmen und Kommentare, erstellen Medieninhalte rund um das tiermedizinische Studium, sind auf veterinärmedizinischen Kongressen vertreten, organisieren Seminare und Workshops für ihre Kommilitonen und betreiben einen aktiven Austausch zwischen den lokalen Studierendenvertretungen.